# Petrus Barbygère
Petrus Barbygère est une série de bande dessinée dont le scénario a été imaginé par Pierre Dubois, le dessin et les couleurs étant réalisés par Joann Sfar.

## Synopsis
Un elfe poursuivi par des pirates se rend chez l'elficologue Pétrus Barbygère en pleine nuit et lui demande son aide. Petrus tue les poursuivants puis écoute l'histoire de l'elfe, qui lui explique comment le pirate Reddy Scarlett a pénétré l'île de l'Éternelle jeunesse grâce au livre des Alfs Noirs afin d'enlever toutes les créatures qui y vivent et de monter un spectacle de cirque. Petrus part en compagnie de l'elfe et de son ami le cuisinier Gehennec de Treffendel à la poursuite du pirate afin de sauver le petit peuple retenu prisonnier.

## Analyse
Pierre Dubois et Joann Sfar ont multiplé les références à Tolkien, au Hollandais volant, à Dagon de Lovecraft, au Kraken, à Davy Jones et à Mary Shelley ou encore à William Shakespeare. Le langage des personnages mélange l'ancien français aux néologismes.
Petrus Barbygère (à décrypter comme « Pierre le barbu ») est bien un personnage fictif imaginé par Pierre Dubois, qu'il cite dans ses encyclopédies. La création d'une série BD sous ce nom est un pied de nez à un auteur qui citait comme lues les chroniques elfiques de Petrus Barbygère.

## Albums
| Tome | Titre                    | Parution chez Delcourt | Dessinateur et coloriste | ISBN                 |
| ---- | ------------------------ | ---------------------- | ------------------------ | -------------------- |
| 1    | L’Elficologue            | janvier 1996           | Joann Sfar               | (ISBN 2-84055-082-2) |
| 2    | Le Croquemitaine d’écume | août 1997              | Joann Sfar               | (ISBN 2-84055-136-5) |

- Édition intégrale (1998)  (ISBN 2-84055-199-3)

## Publication

### Éditeurs
- Delcourt (Collection Terres de Légendes) : Tomes 1 et 2 (première édition des tomes 1 et 2).